# Ladj Ly

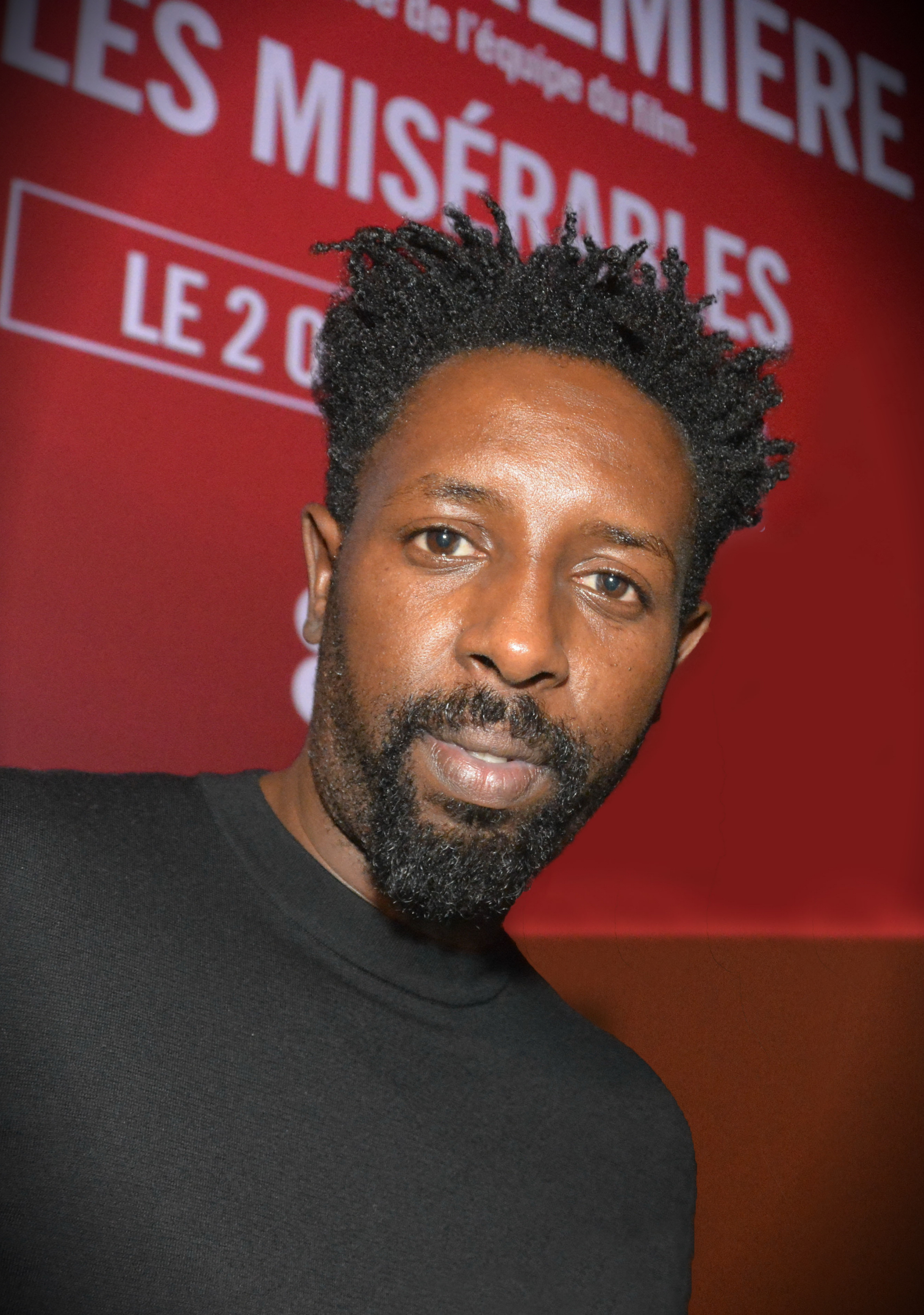
Ladj Ly (2019)

Ladj Ly (/ladʒ li/) (* 3. Januar 1978 in Mali) ist ein französischer Filmemacher und Schauspieler.

## Leben
Der Filmemacher Ladj Ly ist in Montfermeil bei Paris aufgewachsen, seine Familie stammt ursprünglich aus Mali. Er veröffentlichte 2007 seinen ersten Dokumentarfilm 365 jours à Clichy-Montfermeil über die Gewalt, die sich damals in den Pariser Vororten entlud. 2008 hatte er eher zufällig einen brutalen Polizeieinsatz gefilmt, und die Polizisten wurden aufgrund seiner Bilder später verurteilt.
Ly wurde mehrfach verurteilt, sowohl für Beamtenbeleidigung als auch für Beihilfe zur Entführung und Freiheitsberaubung, für die er 2011 drei Jahre Gefängnis bekam. 2017 drehte er in Montfermeil seinen vielfach prämierten Kurzfilm Les misérables, dessen Titel entliehen wurde von Victor Hugos bekanntem Roman Die Elenden.
Sein Spielfilmdebüt Die Wütenden – Les Misérables stellte Ly im Mai 2019 bei den Filmfestspielen von Cannes vor. Er hat sein Erstlingswerk vor allem mit Menschen aus Montfermeil gedreht und einer Mischung aus professionellen Schauspielern und Laiendarstellern. Die Wütenden wurde 2019 in Cannes mit dem Jurypreis ausgezeichnet, später von Frankreich als Beitrag für die Oscarverleihung 2020 in der Kategorie Bester Internationaler Film eingereicht und Mitte Januar 2020 von der Academy of Motion Picture Arts and Sciences in dieser Kategorie nominiert.
Im Jahr 2022 schrieb Ly gemeinsam mit Romain Gavras das Drehbuch zu dessen Actiondrama Athena.
Ende Juni 2020 wurde Ladj Ly ein Mitglied der Academy of Motion Picture Arts and Sciences. Im Jahr 2022 wurde er in die Wettbewerbsjury des 75. Filmfestivals von Cannes berufen.

## Filmografie
Regisseur

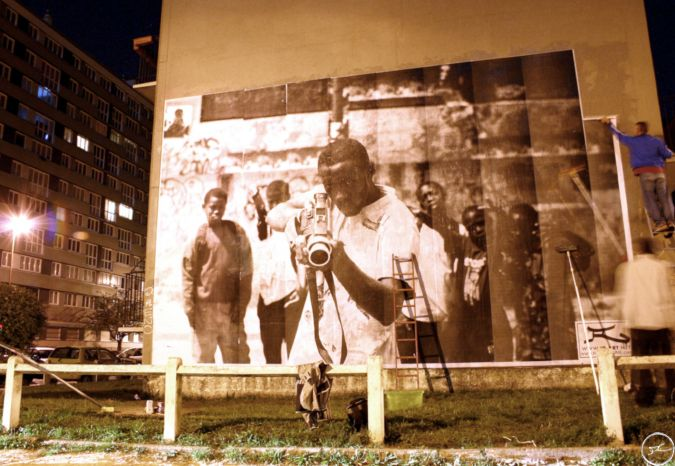
Ladj Ly (Mitte) auf einer Arbeit des Fotografen JR im Jahr 2004

- 2007: 365 jours à Clichy-Montfermeil (Dokumentarfilm)
- 2008: Go Fast Connexion (Kurzfilm)
- 2014: 365 jours au Mali (Dokumentarfilm)
- 2016: Infrarouge, À voix haute: La force de la parole (Dokumentarfilm)
- 2017: Les misérables (Kurzfilm)
- 2017: Voix haute: La force de la parole (Dokumentarfilm)
- 2017: Chroniques de Clichy-Montfermeil (Dokumentarfilm, mit JR)
- 2019: Die Wütenden – Les Misérables (Les misérables)
- 2020: Homemade (Fernsehserie, Folge: Clichy-Montfermeil)
- 2022: Athena (nur Drehbuch)
- 2023: Die Unerwünschten – Les Indésirables (Les Indésirables)

Schauspieler
- 2006: Sheitan
- 2010: Notre jour viendra

## Auszeichnungen
Black Reel Award
- 2020: Nominierung für das Beste Drehbuch (Die Wütenden – Les Misérables)[9]

César
- 2020: Auszeichnung als Bester Film (Die Wütenden – Les Misérables)
- 2020: Nominierung für die Beste Regie (Die Wütenden – Les Misérables)
- 2020: Nominierung als Bester Erstlingsfilm (Die Wütenden – Les Misérables)
- 2020: Nominierung für das Beste Drehbuch (Die Wütenden – Les Misérables)[10]

Durban International Film Festival
- 2019: Auszeichnung als Bester Spielfilm (Die Wütenden – Les Misérables)
- 2019: Auszeichnung für das Beste Drehbuch (Die Wütenden – Les Misérables)[11]

Europäischer Filmpreis
- 2019: Auszeichnung als Europäische Entdeckung mit dem Prix FIPRESCI (Die Wütenden – Les Misérables)[12]

European Film Festival Palić
- 2019: Auszeichnung als Bester Film mit dem Golden Tower (Die Wütenden – Les Misérables)
- 2019: Auszeichnung mit dem FIPRESCI-Preis als Bester Film (Die Wütenden – Les Misérables)[13]

Festival des amerikanischen Films
- 2019: Auszeichnung mit dem Michel d’Ornano Award (Die Wütenden – Les Misérables)

Golden Globe Awards
- 2020: Nominierung als Bester fremdsprachiger Film (Die Wütenden – Les Misérables)

Independent Spirit Award
- 2020: Nominierung als Bester internationaler Film (Die Wütenden – Les Misérables)[14]

Internationale Filmfestspiele von Cannes
- 2019: Nominierung für die Goldene Palme (Die Wütenden – Les Misérables)
- 2019: Nominierung für die Goldene Kamera (Die Wütenden – Les Misérables)
- 2019: Auszeichnung mit dem Preis der Jury (Die Wütenden – Les Misérables)[15][16]

Jerusalem Film Festival
- 2019: Nominierung für den Gabriel Sherover Foundation Award – Best International Film (Die Wütenden – Les Misérables)
- 2019: Auszeichnung als Bester Internationaler Film mit dem Jerusalem Foundation Award (Die Wütenden – Les Misérables)[17][18]

Palm Springs International Film Festival
- 2020: Nominierung als Bester fremdsprachiger Film für den FIPRESCI-Preis (Die Wütenden – Les Misérables)[19]

Prix Lumières
- 2020: Auszeichnung als Bester Film (Die Wütenden – Les Misérables)
- 2020: Auszeichnung für das Beste Drehbuch (Die Wütenden – Les Misérables)
- 2020: Nominierung für die Beste Regie (Die Wütenden – Les Misérables)
- 2020: Nominierung  als Bester Debütfilm (Die Wütenden – Les Misérables)[20][21]